# Suzan Avcı
Suzan Bizavcı (n. 25 septembrie 1937, Bursa, Turcia), cunoscută sub numele Suzan Avcı, este o actriță turcă.

## Biografie

### Tinerețe
S-a născut la Bursa la 25 septembrie 1934, într-o familie de imigranți, în care tatăl era tătar iar mama tătară crimeeană. Tatăl a fost răpus de ciroză în 1943, lăsând-o pe Suzan cu mama și trei surori. După școala primară, s-au mutat la Istanbul și Suzan s-a angajat la fabrica de textile unde lucra mama ei.
La vârsta de 13 ani, a participat la un concurs organizat de revista Yıldız, al cărui premiu era apariția într-un film de Metin Erksan⁠(d). Deși a câștigat, mama nu i-a permis să joace în film. După atingerea majoratului, a participat la Miss Cinema organizat din revista Yıldız; s-a clasat pe locul trei, cedând concurentelor Leyla Sayar⁠(d) și Pervin Par⁠(d). A lucrat o scurtă perioadă la Teatrul „Muammer Karaca”, iar apoi s-a alăturat Teatrului „Toto Karaca”.

### Carieră artistică
În cariera sa cinematografică, începută în 1956, a interpretat frecvent personaje malefice, în special în cinematografia turcă. Cu timpul, și-a creat o imagine de femme fatale. În 1962, a avut un mare impact cu filmul Şehvet Uçurumları. În 1963, scena de sărut cu actrița Sevda Nur⁠(d) din filmul İki Gemi Yan yana a creat senzație la acea vreme. În 1966, a jucat în Turist Ömer Almanya'da⁠(d), iar în 1970 s-a căsătorit cu scenaristul filmului, Erdoğan Tünaș⁠(d). Elia Kazan, care o admira, s-a oferit să o ducă pe Avcı la Hollywood, dar aceasta a refuzat.

### Viață personală
La 15 ani a făcut cunoștință cu Alp Akşiray, care era căsătorit la acea vreme. Ea s-a căsătorit cu acesta când a împlinit majoratul și a născut un fiu, Mete.
Suzan Avcı este mama lui Binnaz Avcı și mătușa lui Aydan Şener⁠(d). Primul copil, Mete, a murit din cauza unei hemoragii cerebrale în Germania în 1997, la vârsta de 40 de ani.

## Filmografie
| An   | Titlu                                | Rol                |
| ---- | ------------------------------------ | ------------------ |
| 1957 | Kurt Mustafa                         | Suzan Akşıray      |
| 1958 | Ana Gibi Yar Olmaz                   |                    |
| 1958 | Canavar Kadın                        |                    |
| 1958 | Civan Ali                            |                    |
| 1958 | Çoban Kızı                           |                    |
| 1958 | Tütüncü Kızı Emine                   |                    |
| 1959 | Balıkçının Kızı Gülnaz               |                    |
| 1959 | Ana Gibi Yar Olmaz                   |                    |
| 1959 | Eceline Susamışlar                   |                    |
| 1959 | Pamukçu Güzeli Halime                |                    |
| 1960 | Osman Çavuş                          |                    |
| 1960 | Yedi Benli Kezban                    |                    |
| 1961 | Arzu                                 |                    |
| 1961 | Ateş Bacayı Sardı                    |                    |
| 1961 | Düğün Alayı                          |                    |
| 1961 | Esmer Delikanlı                      |                    |
| 1961 | Hatırla Sevgilim                     | Suzan              |
| 1961 | Kaderin Önüne Geçilmez               |                    |
| 1961 | Mahalle Arkadaşları                  | Belkıs             |
| 1961 | Şoför Ahmet                          |                    |
| 1962 | Ağlama Sevgilim                      |                    |
| 1962 | Aramıza Kan Girdi                    | Suzan              |
| 1962 | Beş Kardeştiler⁠(d)                   | Zeynep             |
| 1962 | Gençlik Hülyaları                    |                    |
| 1962 | Meçhule Gidenler                     |                    |
| 1962 | Ne Şeker Şey                         |                    |
| 1962 | Şehvet Uçurumları                    |                    |
| 1963 | Adanalı Tayfur                       |                    |
| 1963 | Badem Şekeri                         |                    |
| 1963 | Bazıları Dayak Sever                 |                    |
| 1963 | Bekarlık Sultanlıktır                | Zehra              |
| 1963 | Can Pazarı                           |                    |
| 1963 | Cici Can                             | Keklik             |
| 1963 | İki Gemi Yan yana                    |                    |
| 1963 | Kavgasız Yaşayalım                   | Nur                |
| 1963 | Temem Bilakis                        |                    |
| 1963 | Zoraki Milyoner                      |                    |
| 1964 | Bana Derler Külhanlı                 |                    |
| 1964 | Bitirim Fatma                        |                    |
| 1964 | Cilalı İbo Kadın Avcısı              |                    |
| 1964 | Erkek Sözü                           |                    |
| 1964 | Erkekler Ağlamaz                     |                    |
| 1964 | Filinta Kadri                        |                    |
| 1964 | Gecelerin Kadını                     |                    |
| 1964 | Günah Bende Mi                       |                    |
| 1964 | Günahsız Katiller                    |                    |
| 1964 | Güzel Kadınlar Çetesi                |                    |
| 1964 | İstanbul Sokaklarında                |                    |
| 1964 | Kardeş Kanı                          |                    |
| 1964 | Kurşunum İmzamdır                    |                    |
| 1964 | Mualla                               |                    |
| 1964 | Muhteşem Serseri                     |                    |
| 1964 | On Güzel Bacak                       |                    |
| 1964 | Sarı Kızla Kopuk Ahmet               |                    |
| 1964 | Şoförler Kralı                       |                    |
| 1965 | Altın Şehir                          | Handan             |
| 1965 | Ateş Gibi Kadın                      |                    |
| 1965 | Babasına Bak Oğlunu Al               |                    |
| 1965 | Buzlar Çözülmeden                    |                    |
| 1965 | Dört Deli Bir Aptal                  |                    |
| 1965 | Fişek Necmi / Kasımpaşa'nın Belalısı |                    |
| 1965 | Hüseyin Baradan Çekilin Aradan       |                    |
| 1965 | Kahreden Kurşun                      |                    |
| 1965 | Keloğlan                             |                    |
| 1965 | Mirasyedi                            | Suzan              |
| 1965 | Ölüm Çemberi                         |                    |
| 1965 | Şeker Hafiye                         |                    |
| 1965 | Sevişmek Yasak                       |                    |
| 1965 | Şıngırdak Melahat                    |                    |
| 1965 | Yıldızların Altında                  | Leyla              |
| 1966 | Altın Kollu Adam                     |                    |
| 1966 | Ayrılık Şarkısı                      |                    |
| 1966 | Bir Ateşim Yanarım                   |                    |
| 1966 | Çirkin Kral                          |                    |
| 1966 | Dört Kurşun                          |                    |
| 1966 | El Kızı                              |                    |
| 1966 | Kader Çıkmazı                        |                    |
| 1966 | Kahramanlar Köyü                     |                    |
| 1966 | Kaldırım Meleği                      |                    |
| 1966 | Kanlı Pazar                          |                    |
| 1966 | Katiller De Ağlar                    |                    |
| 1966 | Kolsuz Kahraman                      |                    |
| 1966 | Korkusuz Adam                        |                    |
| 1966 | Milyonerin Kızı / İntikam Hırsı      |                    |
| 1966 | Ölüm Yaklaşıyor                      |                    |
| 1966 | Şafakta Üç Kurşun                    |                    |
| 1966 | Sarı Gül                             |                    |
| 1966 | Severek Döğüşenler                   |                    |
| 1966 | Turist Ömer Almanya'da⁠(d)            |                    |
| 1966 | Üç Korkusuz Arkadaş                  |                    |
| 1966 | Ümit Kurbanları                      |                    |
| 1966 | Yakut Gözlü Kedi                     |                    |
| 1966 | Zaloğlu Rüstem⁠(d)                    |                    |
| 1967 | Acı Günler                           |                    |
| 1967 | Ağlayan Kadın                        |                    |
| 1967 | Akşamcı                              |                    |
| 1967 | Alpaslan'ın Fedaisi Alpago           |                    |
| 1967 | Ayrılık Olmasaydı                    |                    |
| 1967 | Bir Annenin Gözyaşları               |                    |
| 1967 | Bırakın Yaşayalım                    |                    |
| 1967 | Caniler Kralı Killing                |                    |
| 1967 | Cici Gelin                           |                    |
| 1967 | Çıldırtan Arzu - Adem ile Havva      |                    |
| 1967 | Demir Yumruklu Üçler                 |                    |
| 1967 | Dördü De Seviyordu                   |                    |
| 1967 | Eceline Susayanlar                   |                    |
| 1967 | Felaket Kuşu                         |                    |
| 1967 | Gençlik Türküsü                      |                    |
| 1967 | Her Zaman Kalbimdesin                |                    |
| 1967 | Kaderim Ağlamak Mı                   |                    |
| 1967 | Kara Atmaca                          |                    |
| 1967 | Kara Kartal (I)                      |                    |
| 1967 | Killing İstanbul'da                  |                    |
| 1967 | Killing Uçan Adam'a Karşı            |                    |
| 1967 | Kiralık Kadın                        |                    |
| 1967 | Namus Belası                         | Handan             |
| 1967 | Soy Ve Öldür                         | Suzi               |
| 1967 | Sözde Kızlar                         | Nevin              |
| 1967 | Yanık Kalpler                        |                    |
| 1967 | Yaralı Kuş / Mazideki Yıllarım       |                    |
| 1967 | Yolsuz Mehmet                        |                    |
| 1967 | Yüzbaşı Kemal / Acı İntikam⁠(d)       |                    |
| 1968 | Aşkların En Güzeli                   |                    |
| 1968 | Ayşem                                |                    |
| 1968 | Bağdat Hırsızı                       |                    |
| 1968 | Casus Kıran                          |                    |
| 1968 | Funda                                |                    |
| 1968 | Gül ve Şeker                         |                    |
| 1968 | İftira                               |                    |
| 1968 | Kara Atmaca'nın İntikamı             |                    |
| 1968 | Kızgın Adam                          |                    |
| 1968 | Kızıl Maske                          | Suzi               |
| 1968 | Maskeli Beşler                       | Suzi               |
| 1968 | Maskeli Beşlerin Dönüşü              | Suzi               |
| 1968 | Parmaksız Salih                      |                    |
| 1968 | Paydos                               |                    |
| 1968 | Sarmaşık Gülleri                     |                    |
| 1968 | Yayla Kartalı                        |                    |
| 1968 | Acı İntikam                          |                    |
| 1969 | Aşk Mabudesi                         | Suzan              |
| 1969 | Ayrı Dünyalar                        |                    |
| 1969 | Fosforlu Cevriyem                    | Müveyre            |
| 1969 | Sana Dönmeyeceğim                    |                    |
| 1969 | Ümit Dünyası                         |                    |
| 1969 | Malkoçoğlu Cem Sultan                |                    |
| 1970 | Acımak                               |                    |
| 1970 | Küçük Hanımefendi                    | Fehime             |
| 1970 | Sürtük                               |                    |
| 1970 | Tatlı Meleğim                        |                    |
| 1970 | Üç Kral Serseri                      |                    |
| 1970 | Yaban Gülü                           |                    |
| 1970 | Yavrum                               |                    |
| 1970 | Yılan Kadın                          |                    |
| 1970 | Yuvasız Kuşlar                       |                    |
| 1972 | Baskın                               | Sosyete Belkıs     |
| 1972 | Zehra                                | Nehire             |
| 1973 | Azap                                 | Zengin Ev Sahibi   |
| 1973 | İki Süngü Arasında                   |                    |
| 1973 | Kambur                               | Tasula             |
| 1973 | Mahpus                               |                    |
| 1973 | Rabia / İlk Kadın Evliya             |                    |
| 1973 | Zambaklar Açarken                    |                    |
| 1974 | Yüz Lira ile Evlenilmez⁠(d)           |                    |
| 1974 | Hasret                               |                    |
| 1974 | Öfkenin Bedeli                       | Durdu Kadın        |
| 1974 | Yayla Kızı                           | Şarkıcı Nihal Nur  |
| 1975 | Azgın Bakireler                      | Selime             |
| 1977 | Baraj                                | Melahat            |
| 1978 | İşte Bizim Hikâyemiz                 | Bülent'in Menajeri |
| 1979 | İsyankar                             | Fahriye Abla       |
| 1980 | Boynu Bükük⁠(d)                       |                    |
| 1980 | Durdurun Dünyayı⁠(d)                  |                    |
| 1980 | Gol Kralı⁠(d)                         |                    |
| 1980 | Tanrıya Feryat                       |                    |
| 1980 | Yarabbim                             |                    |
| 1980 | Zeytin Gözlüm                        |                    |
| 1981 | Bağrımdaki Ateş                      | Şevkiye            |
| 1981 | Mutlu Ol Yeter⁠(d)                    |                    |
| 1981 | Yaşamak Bu Değil⁠(d)                  | Gülbahar           |
| 1982 | Düşkünüm Sana                        |                    |
| 1982 | Hasret Sancısı                       | Leman              |
| 1982 | Nikah Masası⁠(d)                      | Selma              |
| 1983 | Dostlar Sağolsun                     | Fahriye            |
| 1983 | İlişki                               | İpek'in Annesi     |
| 1984 | Çılgın Arzular                       | Fahriye            |
| 1984 | Fırtına Gönüller                     |                    |
| 1984 | Taçsız Kraliçe                       | Tarık'ın Annesi    |
| 1984 | Zavallılar                           |                    |
| 1985 | Acı Sevda                            |                    |
| 1985 | Gizli Yara                           | Neriman            |
| 1985 | Kızlar Sınıfı Yarışıyor              | Nermin/Şermin      |
| 1985 | Şişeli Köy                           |                    |
| 1986 | Ağlıyorsam Yaşıyorum                 |                    |
| 1986 | Aşk Ve Kin                           |                    |
| 1986 | Dayak Cennetten Çıkma                |                    |
| 1986 | Elmayı Kim Isırdı                    |                    |
| 1986 | Yapayalnız                           |                    |
| 1987 | Aşk Rüzgarı / Arzu Rüzgarı           | Semra              |
| 1987 | Deli Gönlüm                          | Sevda              |
| 1987 | Gönül Dostları                       |                    |
| 1987 | Mesela Muzaffer                      |                    |
| 1987 | Sevsen Ne Olurdu?                    | Suzan              |
| 1987 | Uzaylı Zekiye⁠(d)                     |                    |
| 1987 | Ya Benimsin Ya Toprağın⁠(d)           | Lemanın Annesi     |
| 1988 | Hülya                                |                    |
| 1988 | Sokak Çocuğu                         |                    |
| 1989 | Afacan⁠(d)                            | Raziye             |
| 1989 | Dullar Pansiyonu                     | Naylon Naciye      |
| 1989 | Fosforlu⁠(d)                          | Gülşen'in Annesi   |
| 1990 | Sözde Kızlar                         | Nazmiye            |
| 1991 | Aile Bağları                         | Hanzade            |
| 1991 | Her şey Kocam İçin                   | Şermin             |
| 1992 | Teleflaş⁠(d)                          |                    |
| 1993 | Beşinci Boyut⁠(d)                     | Müjgan             |
| 1993 | Bir Kadın Yüzü                       |                    |
| 1993 | Danimarkalı Gelin                    |                    |
| 1994 | Mıymıntılar Kralı                    | Fulya              |
| 1995 | Mirasyediler⁠(d)                      | Melahat            |
| 1997 | Yalan                                |                    |
| 1998 | Unutabilsem                          | Esma               |
| 1999 | Kurtlar Sofrası                      |                    |
| 2003 | Ömerçip⁠(d)                           | Fettan Dadı Suzan  |
| 2003 | Yeşilçam Denizli                     |                    |
| 2004 | Yadigar                              | Cevher             |
| 2006 | Fantastiğin Sineması                 | Kendisi            |
| 2008 | Görgüsüzler                          |                    |

## Recunoaștere
În 2017, la ediția a 54-a a Festivalului Internațional de Film de la Antalya⁠(d), în anul în care împlinea 80 de ani Suzan Avcı a fost decorată cu Premiul onorific pentru toată cariera.